# Museo nazionale georgiano
Il Museo Nazionale Georgiano (in georgiano საქართველოს ეროვნული მუზეუმი?, sakartvelos erovnuli muzeumi) unifica diversi importanti musei della Georgia. È stato istituito nel quadro di riforme strutturali, istituzionali e legali volte a modernizzare la gestione delle istituzioni riunite in questa rete e a coordinare le attività di ricerca e formazione. Dalla sua fondazione il 30 dicembre 2004, il Museo è stato diretto dal professor David Lordkipanidze.
Il Museo Nazionale Georgiano integra la gestione dei seguenti musei:
- Museo della Georgia Simon Janashia
- Museo di storia Samtskhe–Javakheti di Akhaltsikhe
- Museo etnografico all'aperto di Tbilisi
- Museo di belle arti Shalva Amiranashvili e le sue sedi distaccate
- Museo dell'occupazione sovietica di Tbilisi
- Museo-Riserva di Storia e Archeologia di Dmanisi
- Museo-Riserva Archeologica di Vani
- Museo storico-etnografico di Tbilisi
- Museo di Storia ed Etnografia della Svanezia, di Mest'ia
- Istituto di Paleobiologia Leo Davitashvili
- Museo di Sighnaghi
- Museo di Bolnisi